# Clathria surculosa
Clathria surculosa är en svampdjursart som först beskrevs av Eugen Johann Christoph Esper 1794.  Clathria surculosa ingår i släktet Clathria och familjen Microcionidae. Inga underarter finns listade i Catalogue of Life.